# سيلفيو سيماك
سيلفيو سيماك (بالإنجليزية: Silvio Simac)‏ المعروف باسم جو ماسكا هو ممثل وفنان قتالي كرواتي ولد في زادار، كرواتيا في 21 نوفمبر 1973، ظهر لأول مرة بدور رئيسي في فيلم داني ذا دوج.

## سيرة ذاتية
بدأ سيلفيو التدرب على الفنون القتالية بعد ان هاجر لإنجلترا في عام 1986، وأصبح بطل بريطانيا 14 مرة في التايكواندو (1991-2000)، سيلفيو حاصل على 4 دان في التايكواندو و 5 دان في فن تشوي كوانغ دو و 3 دان في الكيك بوكسينغ و 1 دان في الكاراتيه، كان سيلفيو مُعلم لفن الجيت كون دو والووشو والجمباز، سيلفيو حاصل أيضا على شهادة في الأقتصاد من جامعة غرب لندن، ظهر سيلفيو أول مرة بدور رئيسي في فيلم داني ذا دوج، اشتهر بأداءه شخصية ليون في فيلم دي أو أي : ميت أو حي.